# Joanna Chlebowska-Krause

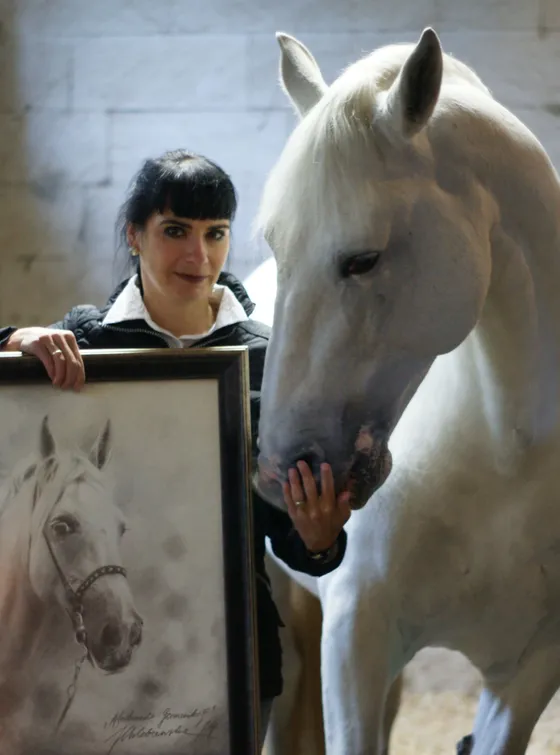
Joanna Chlebowska-Krause mit ihrem Pferdemodell Afortunado Germanico (2014)

Joanna Chlebowska-Krause (* 11. Februar 1975 in Danzig, Polen, geborene Weichbrodt) ist eine polnisch-deutsche Malerin und Fotografin.

## Leben
Als Kind erhielt sie Kunstunterricht. Sie wechselte 1990 nach der Grundschule auf das Kunstgymnasium in Gdynia, das sie 1995 mit der Hochschulreife beendete.
Anschließend studierte sie an der Nikolaus-Kopernikus-Universität in Toruń Grafikdesign. Ihr Studium beendete sie 2001 mit dem Diplom und einer Auszeichnung für ihre Magisterarbeit. Schon während des Studiums arbeitete sie als freischaffende Künstlerin, anfänglich in Polen und nach der Heirat in Lehrte und Hannover (Niedersachsen).
Seit Herbst 2010 lebt und arbeitet sie in Leeste und ist Mitglied im Verein „Kunst in der Provinz“.

## Künstlerisches Wirken
Pferde sind ihre Leidenschaft, die sie schon im Kindesalter geprägt hat. Sie malt und fotografiert diese immer wieder.

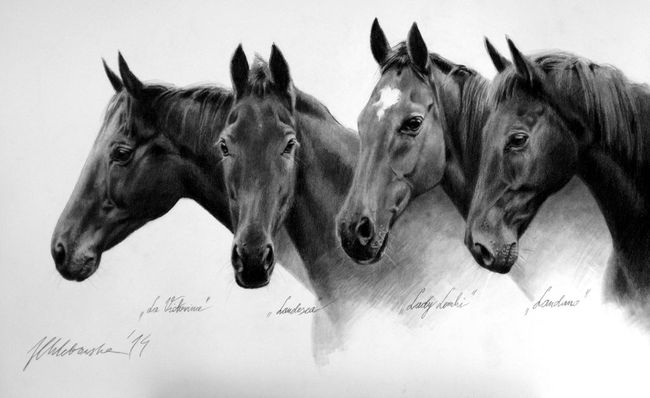
Vollblutpferde – Bleistiftzeichnung

## Ausstellungen
- 2003: Hannover, Einzelausstellung, Künstlercafé „Lulu“
- 2003: Hamburg, Einzelausstellung, Reitverein Hasental
- 2004: Ketrzyn (Polen), Einzelausstellung, Galerie „Equus“
- 2004: Rumia (Polen), Einzelausstellung, Galerie MDK
- 2005: Gdynia (Polen), Einzelausstellung, Museum der Stadt Gdynia
- 2005: Sopot (Polen), Gemeinschaftsausstellung, Galerie der Pferderennbahn
- 2005: Janow Podlaski (Polen), Gemeinschaftsausstellung, Staatsgestüt
- 2005: Hannover, Einzelausstellung, Osthalle „Promenade im Hauptbahnhof“
- 2008: Warszawa (Polen), Einzelausstellung, Staatliches Museum für Jagd und Reiten[4]
- 2009: Lesznowola (Polen), Gemeinschaftsausstellung, Galerie GOK
- 2014: Weyhe, Einzelausstellung, Reitanlage Hof-Schierenbeck
- 2015: Weyhe-Leeste, Gemeinschaftsausstellung, Galerie in Brasserie „Gänsebachers“[5]
- 2017: Heiligenberg, Einzelausstellung, Klostermühle[6]
- 2017: Warszawa (Polen), Gemeinschaftsausstellung, Staatliches Museum für Jagd und Reiten
- 2018: Bruchhausen-Vilsen, Gemeinschaftsausstellung „ART-Projekt“, Altes Gaswerk
- 2018: Heiligenloh - Kunst und Kultur Rundgang
- 2018: Bremerhaven, Gemeinschaftsausstellung, Galerie 78
- 2018: Twistringen, Einzelausstellung, Museum der Strohverarbeitung[7]
- 2019: Bassum, Gemeinschaftsausstellung, Foyer der Volksbank Bassum[8]
- 2020: Bassum, Gemeinschaftsausstellung, Galerie „Nienhaus 1“[9]
- 2024: Sudweyhe, Einzelausstellung, Wassermühle[10]
- 2024: Kirchhatten, Gemeinschaftsausstellung, Rathaus[11]